# Ali Gurbani
Ali Azizowiç Gurbani, ros. Аликпер Азизович Гурбани, Alikpier Azizowicz Gurbani (ur. 1951, Turkmeńska SRR) – turkmeński piłkarz, grający na pozycji obrońcy, trener i sędzia piłkarski.

## Kariera piłkarska
W 1974 rozpoczął karierę piłkarską w klubie Stroitel Aszchabad, który potem zmienił nazwę na Kolhozçi. W klubie występował przez 6 lat i zakończył karierę piłkarza w roku 1980.

## Kariera trenerska
Po zakończeniu kariery piłkarza rozpoczął pracę szkoleniowca. Najpierw w latach 90. XX wieku szkolił olimpijską reprezentację Turkmenistanu. W 2001 został zaproszony trenować klub Nisa Aszchabad, a w 2002 prowadził Garagum Türkmenabat. W 2004 został mianowany na stanowisko głównego trenera Asudalyku Aszchabad, w sierpniu 2005 - Ahal FK. W 2006, do maja pracował z Aşgabat FK. W 2008 roku stał na czele klubu Altyn Asyr Aszchabad, którym kierował do 2012. Potem trenował Balkan Balkanabat. Od 2013 do października 2014 ponownie prowadził Ahal FK, a w 2015 wrócił do kierowania Balkanem Balkanabat.

## Kariera sędziowska
Jako arbiter kategorii krajowej w latach 1990 sędziował 1 mecz piłkarski w Mistrzostwach ZSRR jako sędzia liniowy.

## Sukcesy i odznaczenia

### Sukcesy piłkarskie
Stroitel/Kolhozçi Aszchabad
- wicemistrz strefy 9 Wtoroj ligi ZSRR: 1975

### Sukcesy trenerskie
Nisa Aszchabad
- mistrz Turkmenistanu: 2001

Garagum Türkmenabat
- brązowy medalista Mistrzostw Turkmenistanu: 2002
- zdobywca Pucharu Turkmenistanu: 2002

Asudalyk Aszchabad
- finalista Pucharu Turkmenistanu: 2004

Altyn Asyr Aszchabad
- wicemistrz Turkmenistanu: 2010
- zdobywca Pucharu Turkmenistanu: 2009
- finalista Pucharu Turkmenistanu: 2010
- finalista Superpucharu Turkmenistanu: 2009, 2011
- zdobywca Turkmenistan President's Cup: 2010, 2011

Balkan Balkanabat
- mistrz Turkmenistanu: 2012
- wicemistrz Turkmenistanu: 2015
- zdobywca Pucharu Turkmenistanu: 2012
- zdobywca Superpucharu Turkmenistanu: 2012

Ahal FK
- zdobywca Pucharu Turkmenistanu: 2013
- zdobywca Superpucharu Turkmenistanu: 2014

### Odznaczenia
- tytuł Mistrza Sportu
- tytuł Zasłużonego Trenera Turkmenistanu